# Годково (гмина)
Годково (пол. Godkowo) — сельская гмина (волость) в Польше, входит как административная единица в Эльблонгский повят, Варминьско-Мазурское воеводство. Население — 3338 человек (на 2004 год).

## Демография
Данные по переписи 2004 года:
| Перепись                       | Всего   | Всего | Женщины | Женщины | Мужчины | Мужчины |
| ------------------------------ | ------- | ----- | ------- | ------- | ------- | ------- |
| Единицы                        | человек | %     | человек | %       | человек | %       |
| Население                      | 3338    | 100   | 1664    | 49,9    | 1674    | 50,1    |
| Плотность населения (чел./км²) | 20      | 20    | 10      | 10      | 10      | 10      |

## Сельские округа
1. Белица
2. Бурдайны
3. Домбково
4. Добры
5. Годково
6. Грондки
7. Кемпно
8. Крыкайны
9. Квитайны-Вельке
10. Лесиска
11. Милосна
12. Ольково
13. Осек
14. Пискайны
15. Пляйны
16. Подонги
17. Сковроны
18. Стары-Цешин
19. Стойпы
20. Свендково
21. Шимборы
22. Зомбровец

## Поселения
1. Цешинец
2. Гружайны
3. Гвизьдзины
4. Клекотки
5. Лемпно
6. Навты
7. Нове-Викрово
8. Седлиско
9. Зимнохы

## Соседние гмины
1. Гмина Милаково
2. Гмина Моронг
3. Гмина Орнета
4. Гмина Пасленк
5. Гмина Вильчента